# Leptopsilopa lineanota
Leptopsilopa lineanota är en tvåvingeart som beskrevs av Cresson 1922. Leptopsilopa lineanota ingår i släktet Leptopsilopa och familjen vattenflugor. Inga underarter finns listade i Catalogue of Life.